# Парламентські вибори в Україні 2007
Позачергові парламентські вибори незалежної України відбулися 30 вересня 2007 року за пропорційною системою в загальнодержавному виборчому окрузі. Прохідний бар'єр становив 3%.

## Передісторія
У виборах 2006 року «помаранчеві» сили (БЮТ, «Наша Україна», Соціалістична партія України) разом отримали достатньо голосів, щоб сформувати коаліцію. Однак, через суперечки між лідерами цих партій (див. Коаліціада в Україні 2006, Політична криза в Україні 2007) коаліцію створити не вдалося.

## Історія виборів
2 квітня 2007 року Президент України Віктор Ющенко розпустив Верховну Раду та підписав указ про дострокові парламентські вибори в Україні, які мали відбутися 27 травня 2007, проте вони були перенесеними на 24 червня 2007 року. Парламент і Кабінет Міністрів назвали цей указ неконституційним і не виділили кошти на вибори. Парламент продовжував проводити засідання, але Президент вважав їх недійсними. Указ було оскаржено в Конституційному Суді України, який унаслідок різних юридичних причин так і не ухвалив рішення по суті цієї справи.
Віктор Ющенко заявив, що може призупинити постанови і відкласти день виборів, аби парламент затвердив деякі важливі законопроєкти, зокрема, законодавство про вибори, опозицію, та функціонування парламенту. Врешті-решт було досягнуто домовленості між основними політичними силами, внаслідок яких парламент на декілька днів відновив роботу при визнанні Президентом цього факту, а дата виборів змістилася на 30 вересня, причому причиною їх призначення оголошувалося припинення існування Верховної Ради, внаслідок відсутності в ній 1/3 депутатів від конституційного складу: опозиційні депутати спеціально для цього припинили свої депутатські повноваження.

## Учасники перегонів

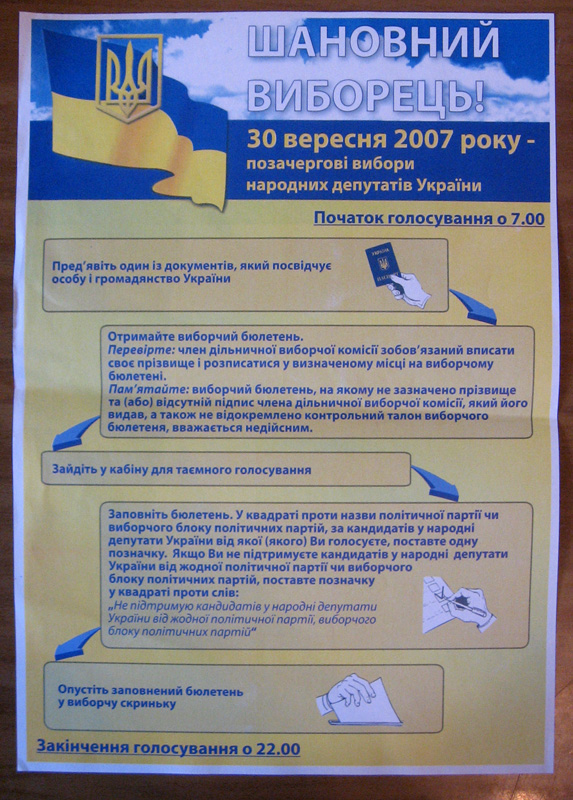
Типова інструкція ЦВК про порядок голосування

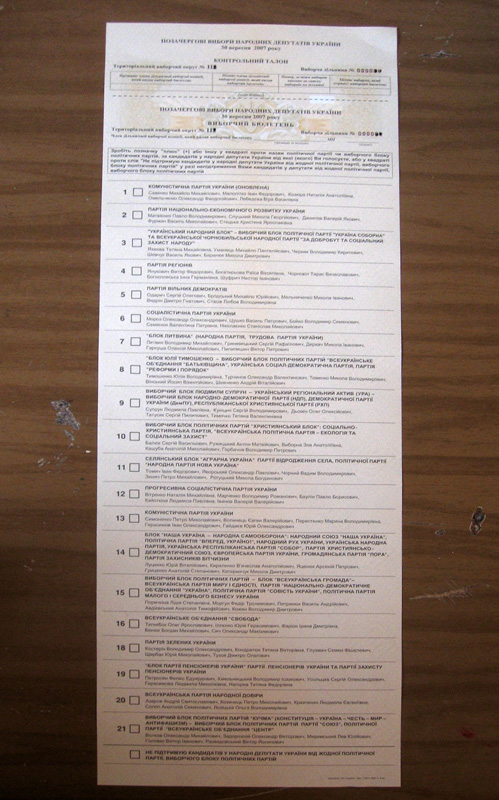
Бюлетень для голосування

За офіційними даними Центрвиборчкому України на 30 серпня 2007 року, у виборчих перегонах 2007 року брали участь 20 політичних партій і передвиборчих блоків. Це найнижчий показник за останні декілька виборів. Зареєстровано 4 864 кандидати від 20 політичних партій і блоків.
Згідно з результатами жеребкування Центральної Виборчої комісії України [Архівовано 3 грудня 2010 у Wayback Machine.], зареєстровані політичні партії та блоки партій розташовані у виборчому бюлетені таким чином:
1. Комуністична партія України (оновлена)
2. Партія національно-економічного розвитку України
3. «Український Народний Блок»
4. Партія регіонів
5. Партія Вільних Демократів
6. Соціалістична партія України
7. «Блок Литвина»
8. «Блок Юлії Тимошенко»
9. Виборчий блок Людмили Супрун — Український регіональний актив (УРА)
10. Блок «Християнський блок»
11. Селянський блок «Аграрна Україна»
12. Прогресивна соціалістична партія України
13. Комуністична партія України
14. Блок «Наша Україна – Народна самооборона»
15. Блок «Всеукраїнська громада»
16. Всеукраїнське об'єднання «Свобода»
17. Громадянська партія «Пора» (знята з реєстрації)
18. Партія Зелених України
19. «Блок партії пенсіонерів України»
20. Всеукраїнська партія Народної Довіри
21. Виборчий блок політичних партій КУЧМА (Конституція — Україна — Честь — Мир — Антифашизм)

## Соціологічні опитування
| Опитування                                          | Дати             | Партія регіонів | Блок Юлії Тимошенко | Блок НУ-НС | КПУ | Блок Литвина | СПУ | ПСПУ | Не визначились / Проти всіх | Не голосуватимуть |
| --------------------------------------------------- | ---------------- | --------------- | ------------------- | ---------- | --- | ------------ | --- | ---- | --------------------------- | ----------------- |
| КМІС [Архівовано 25 грудня 2018 у Wayback Machine.] | 29.08- 2.09.2007 | 33.1            | 22.7                | 13         | 3.3 | 1.6          | 1.2 | 1.2  | 19.7                        | 3.6               |

Згідно з більшістю соціологічних досліджень, що були проведені за один місяць до перегонів, можливість потрапити в український парламент була в 4 партій та блоків:
1. Партія регіонів,
2. Блок Юлії Тимошенко,
3. Блок «Наша Україна — Народна самооборона»,
4. Комуністична партія України.

Ще три партії називалися як такі, що потенційно можуть пройти до Верховної Ради України:
1. Соціалістична партія України,
2. Прогресивна соціалістична партія України,
3. Блок Литвина.

### Опитування Київського міжнародного інституту соціології
Відповідно до опитування Київського міжнародного інституту соціології оприлюдненого 24 квітня 2007 р., Партія регіонів, Блок Юлії Тимошенко, Блок Наша Україна, Комуністична партія і Народна самооборона Юрія Луценка проходять у Верховну Раду. Так, 35,5 % опитаних сказали, що вони готові віддати свої голоси за Партію регіонів. 19,6 % опитаних — за БЮТ. 12,9 % респондентів висловили свою готовність підтримати Нашу Україну 4,2 % проголосували б за Компартію. Народна самооборона одержала б 3,7 % Соціалістична партія — 3,2 %, голосів опитаних. Крім того, Українська правиця набрала б — 1,2 %, Блок Наталії Вітренко — 1,8 %, Блок Володимира Литвина — 1,7 %, 6,6 % проголосували б проти усіх. 10,3 % респондентам було складно відповісти на поставлене запитання. Соціологи проводили дослідження 14 − 19 квітня. Вони опитали 2039 людей у віці від 18 років. Похибка вибірки не перевищує 3,5 %.
| Партія                             | % голосів | місць | % місць |
| ---------------------------------- | --------- | ----- | ------- |
| Партія регіонів                    | 35,5      | 211   | 47      |
| Блок Юлії Тимошенко                | 19,6      | 116   | 26      |
| Наша Україна — Народна самооборона | 12,9      | 76    | 17      |
| КПУ                                | 4,2       | 25    | 5       |
| Народна партія                     | 3,7       | 22    | 5       |
| СПУ                                | 3,2       | 0     | 0       |
| Блок Наталії Вітренко              | 1,8       | 0     | 0       |
| Блок Володимира Литвина            | 1,7       | 0     | 0       |
| Українська правиця                 | 1,2       | 0     | 0       |
| Інші/невідомо                      | 18,2      | 0     | 0       |

## Виборча кампанія
Виборча кампанія була дуже короткою, а тому дуже напруженою. Під час перегонів постійно звучали звинувачення партій і блоків на адресу один одного [джерело?]. На передвиборчу кампанію всіма учасниками було витрачено близько півмільярда гривень.
Найбільше на телерекламу витратила Партія регіонів — 162,7 мільйона гривень. За нею слідують БЮТ (136,3 млн гривень), блок Наша Україна — Народна самооборона (105,7 плюс особисті рекламні ролики Юрія Луценка (0,7) і Віктора Ющенка (1,1)), Блок Литвина (37,7), Соцпартія (26,5), Компартія (2,7), блок КУЧМА (2,4) та інші політсили (всього 8,6).

## Явка виборців

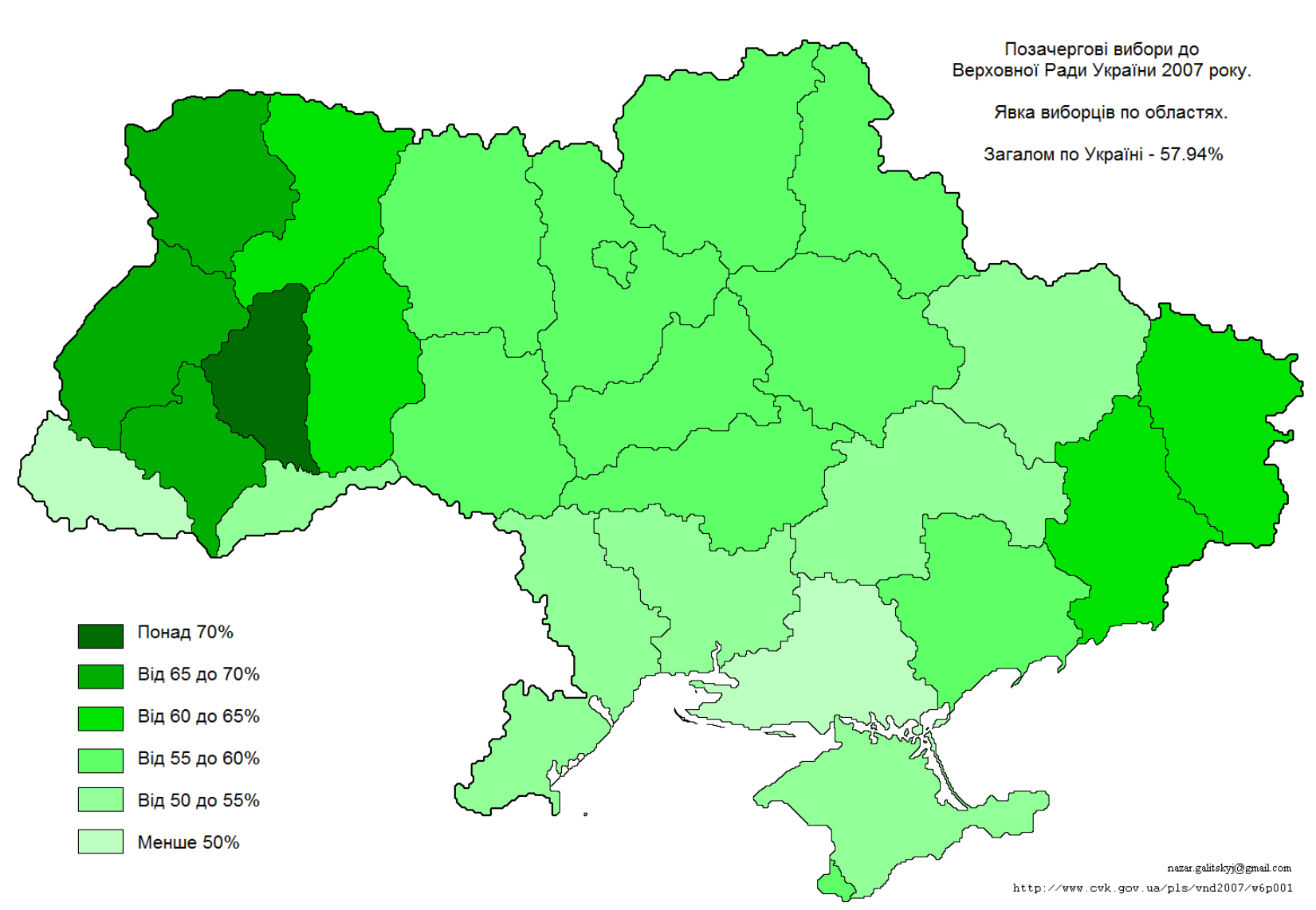
Явка виборців по областях

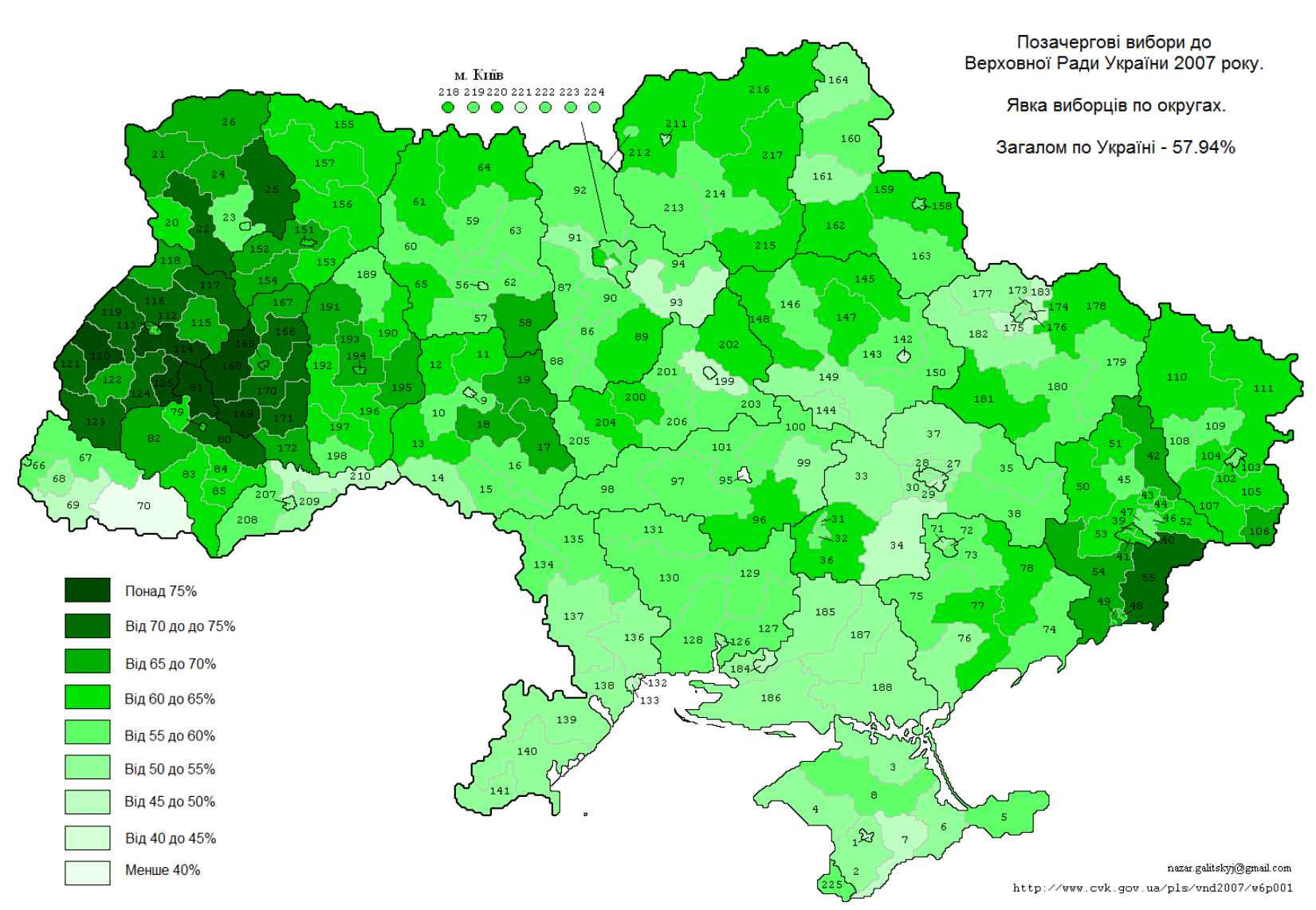
Явка виборців по округах

За даними Центральної виборчої комісії, явка виборців склала — 57,94 %, що є низьким показником активності виборців для України. Найактивніше голосували мешканці Тернопільської області, де показники найвищі з-поміж інших областей. Найменше проголосувало у Херсонській та Закарпатській областях.

## Екзит-поли

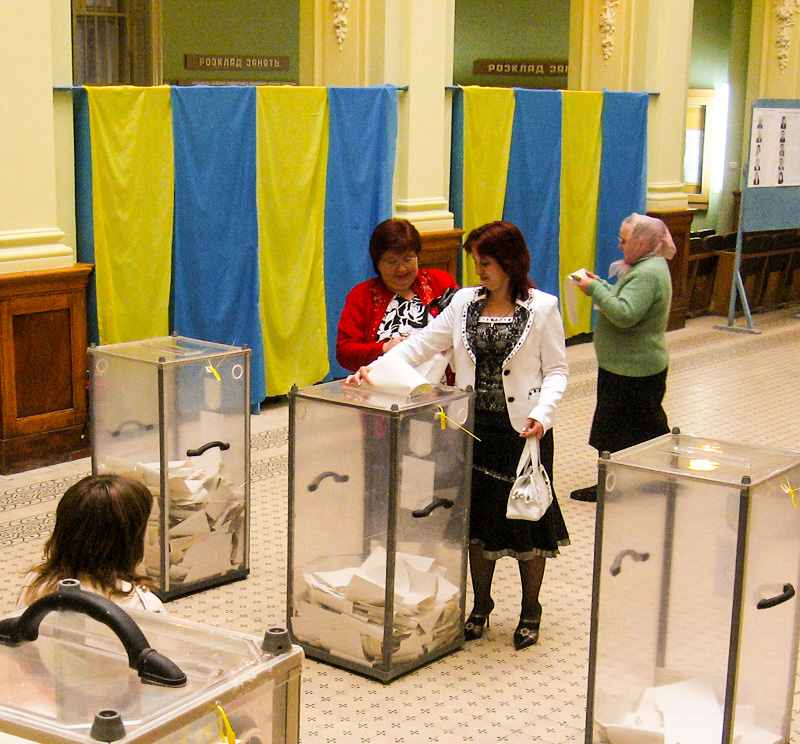
2007-09-30

Декілька організацій провели екзит-поли Парламентських виборів 2007, зокрема це:
- «Національний екзит-пол 2007», який провів Консорціум «Національний екзит-пол ’2007», до якого входять Фонд «Демократичні ініціативи», Київський міжнародний інститут соціології та Український центр економічних і політичних досліджень імені Олександра Разумкова[джерело?].

- «Екзит-пол „Соціовимір 2007“, який провели Центр соціологічних та політологічних досліджень „Соціовимір“, Міжнародний інститут демократій та Інститут соціальних технологій на замовлення міжнародної громадської організації українців «Четверта Хвиля»[джерело?].

- Український Екзит-пол» на замовлення ICTV провели 3 компанії: американські Public Strategies и PSB, а також європейська TNS Sofres (український представник — TNS Україна, керівник Микола Чурілов)[джерело?].

Усі екзит-поли передбачали, що до парламенту потрапляють 5 політичних партій і блоків — Партія Регіонів, Блок Юлії Тимошенко, Блок «Наша Україна — Народна самооборона», Комуністична партія України та Блок Володимира Литвина, не потрапляла Соціалістична партія України. Результати екзит-полів подано в наступній таблиці:
| Політична партія     | «Національний екзит-пол 2007» | Екзит-пол «Соціовимір 2007» | «Український Екзит-пол» (дані TNS Україна) | «Український Екзит-пол» (дані амер. фахівців) |
| -------------------- | ----------------------------- | --------------------------- | ------------------------------------------ | --------------------------------------------- |
| Партія регіонів      | 35,3 %                        | 33,9 %                      | 34,9 %                                     | 34,5 %                                        |
| Блок Ю.Тимошенко     | 31,5 %                        | 32,5 %                      | 32,4 %                                     | 30,4 %                                        |
| Блок НУ-НС           | 13,5 %                        | 14,7 %                      | 14,1 %                                     | 14,4 %                                        |
| Комуністична партія  | 5,1 %                         | 4,4 %                       | 4,5 %                                      | 5,2 %                                         |
| Блок Литвина         | 3,8 %                         | 4,0 %                       | 3,8 %                                      | 4,0 %                                         |
| Соціалістична партія | 2,5 %                         | 2,4 %                       | 2,1 %                                      | 2,1 %                                         |

## Результати виборів
ЦВК оприлюднила результати виборів 15 жовтня 2007 року. Нижче подається таблиця, а також діаграми, що ілюструють ці результати:
| Партії та блоки                                                             | Партії та блоки                                    | Партії та блоки | Голоси     | %     | +/-    | Місця     | +/-  |
| --------------------------------------------------------------------------- | -------------------------------------------------- | --- | ---------- | ----- | ------ | --------- | ---- |
|                                                                             | Партія регіонів                                    | Партія регіонів | 8,013,895  | 34.37 | ▲ 2.23 | 175 / 450 | ▼ 11 |
|                                                                             | Блок Юлії Тимошенко                                | Батьківщина Українська соціал-демократична партія Партія «Реформи і порядок» | 7,162,193  | 30.72 | ▲ 8.42 | 156 / 450 | ▲ 27 |
|                                                                             | Наша Україна — Народна самооборона                 | Наша Україна Вперед, Україно! Народний Рух України Українська народна партія Українська республіканська партія «Собор» Християнсько-демократичний союз Європейська партія України Пора Партія захисників Вітчизни | 3,301,282  | 14.16 | ▲0.20  | 72 / 450  | ▼ 9  |
|                                                                             | Комуністична партія України                        | Комуністична партія України | 1,257,291  | 5.39  | ▲ 1.72 | 27 / 450  | ▲ 6  |
|                                                                             | Блок Литвина                                       | Народна партія Трудова партія України | 924,538    | 3.97  | ▲ 1.52 | 20 / 450  | ▲ 20 |
|                                                                             |                                                    | |            |       |        |           |      |
|                                                                             | Соціалістична партія України                       | Соціалістична партія України | 668,234    | 2.87  | ▼ 2.83 | —         | ▼ 33 |
|                                                                             | Прогресивна соціалістична партія України           | Прогресивна соціалістична партія України | 309,008    | 1.33  | ▼ 1.60 | —         | ▬ 0  |
|                                                                             | Свобода                                            | Свобода | 178,660    | 0.77  | ▲ 0.41 | —         | ▬ 0  |
|                                                                             | Партія зелених України                             | Партія зелених України | 94,505     | 0.41  | ▼ 0.13 | —         | ▬ 0  |
|                                                                             | Український регіональний актив (УРА)               | Народно-демократична партія Демократична партія України Республіканська християнська партія | 80,944     | 0.35  | ▼ 0.15 | —         | ▬ 0  |
|                                                                             | Комуністична партія України (оновлена)             | Комуністична партія України (оновлена) | 68,602     | 0.29  | —      | —         | ▬ 0  |
|                                                                             | Партія вільних демократів                          | Партія вільних демократів | 50,852     | 0.22  | Нова   | —         | Нова |
|                                                                             | Блок партії пенсіонерів України                    | Партія пенсіонерів України Партія захисту пенсіонерів України | 34,845     | 0.15  | ▼ 0.05 | —         | ▬ 0  |
|                                                                             | Партія національно-економічного розвитку України   | Партія національно-економічного розвитку України | 33,489     | 0.14  | ▼ 0.10 | —         | ▬ 0  |
|                                                                             | Український народний блок                          | Україна соборна Всеукраїнської чорнобильська народна партія "За добробут та соціальний захист народу" | 28,414     | 0.12  | Нова   | —         | Нова |
|                                                                             | Селянський блок «Аграрна Україна»                  | Партія відродження села Народна партія Нова Україна | 25,675     | 0.11  | Нова   | —         | Нова |
|                                                                             | Християнський блок                                 | Соціально-християнська партія Екологія та Соціальний захист | 24,597     | 0.11  | ▲ 0.02 | —         | ▬ 0  |
|                                                                             | Блок «КУЧМА»                                       | Союз Центр | 23,676     | 0.10  | Нова   | —         | Нова |
|                                                                             | Всеукраїнська громада                              | Всеукраїнська партія Миру і Єдності Національно-демократичне об'єднання Україна Совість України Політична партія малого і середнього бізнесу України                                                              | 12,327     | 0.05  | Нова   | —         | Нова |
|                                                                             | Всеукраїнська партія народної довіри               | Всеукраїнська партія народної довіри | 5,342      | 0.02  | ▼ 0.10 | —         | ▬ 0  |
| Не підтримали кандидатів від жодної партії (блоку)                          | Не підтримали кандидатів від жодної партії (блоку) | Не підтримали кандидатів від жодної партії (блоку) | 637,185    | 2.73  | ▲ 0.96 |           |      |
| Бюлетені, визнані недійсними                                                | Бюлетені, визнані недійсними                       | Бюлетені, визнані недійсними | 379,658    | 1.63  | ▼ 0.32 |           |      |
| Всього                                                                      | Всього                                             | Всього | 23,315,257 | 100   |        | 450       |      |
| Загальна кількість виборців / Явка                                          | Загальна кількість виборців / Явка                 | Загальна кількість виборців / Явка | 37,588,040 | 62.03 | ▼ 5.52 |           |      |
| Джерело: Центральна виборча комісія [Архівовано 23 липня 2012 у Archive.is] |                                                    | |            |       |        |           |      |
| Примітки: 1. 2. 3. 4. 5.                                                    |                                                    | |            |       |        |           |      |

### Результати в регіонах

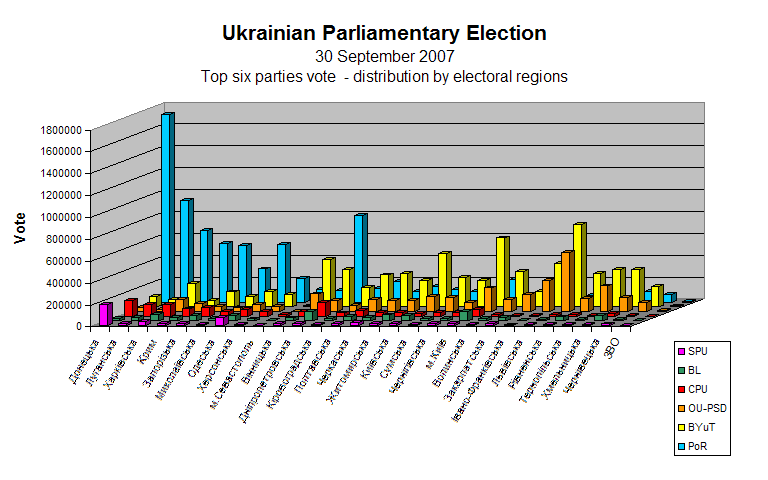
Кількість голосів, відданих за партії, за областями

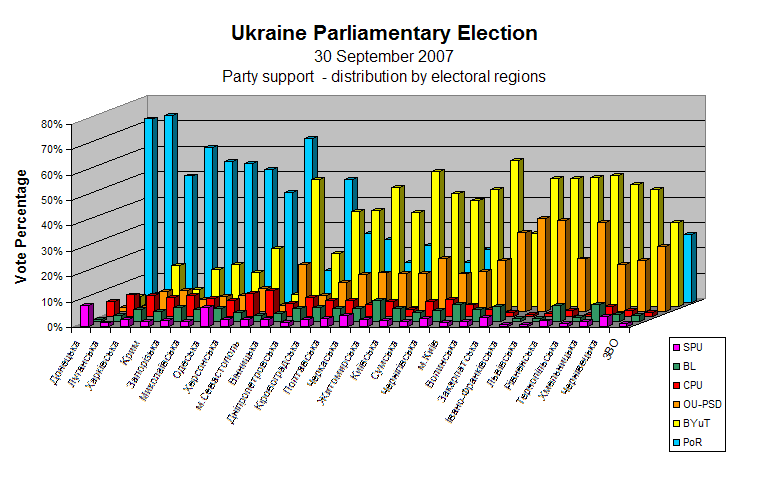
Відсоток голосів, відданих за партії, за областями

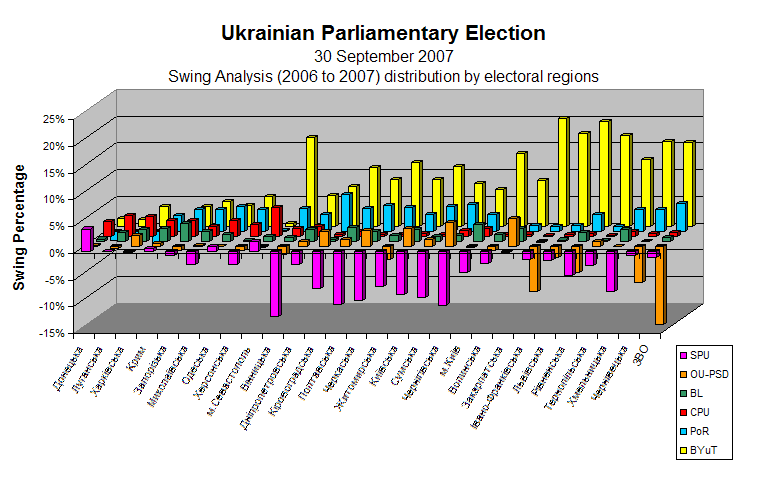
Зміна відсотка в порівнянні з попередніми виборами за областями

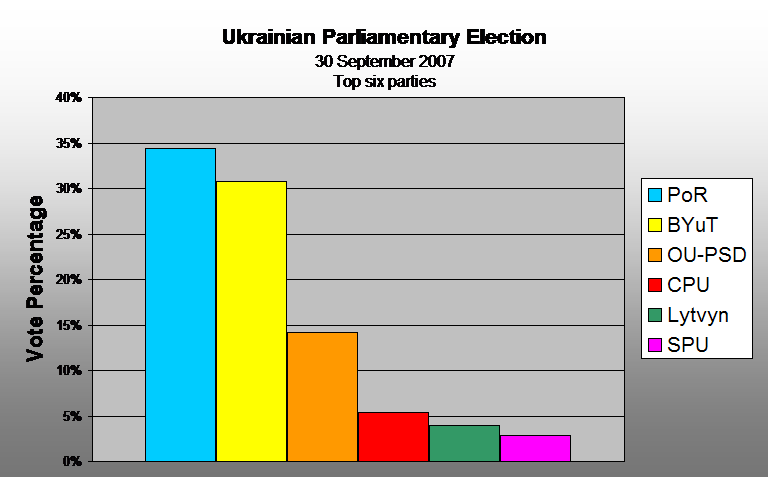
Загальний відсоток отриманих голосів

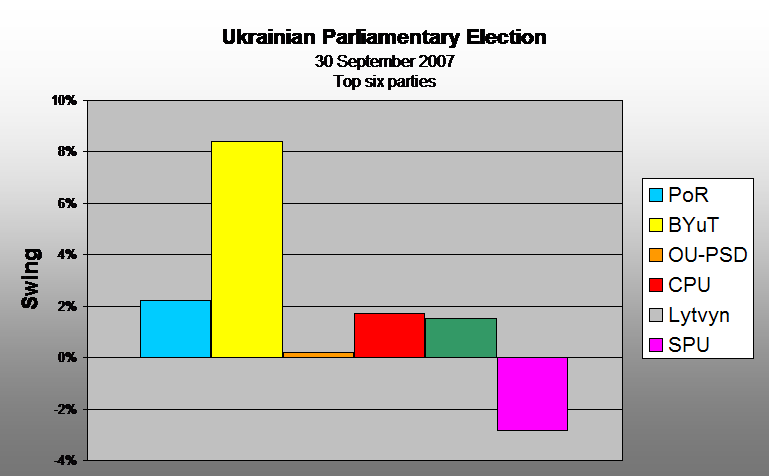
Загальна зміна відсотка у порівнянні з попередніми виборами

| Партія регіонів (34,37%)                       | Блок Юлії Тимошенко Результати (30,71%) | Наша Україна - Народна Самооборона Результати (14,15%) |
| Комуністична партія України Результати (5,39%) | Блок Литвина Результати (3,96%)         | Соціалістична партія України Результати (2,86%)        |

| Регіон             | Явка | ПР   | БЮТ  | НУНС | КПУ  | Литвин | СПУ |
| Україна            |      | 34,4 | 30,7 | 14,2 | 5,4  | 4,0    | 2,9 |
| Схід               | 63,8 | 66,5 | 7,5  | 3,4  | 7,3  | 2,2    | 4,9 |
| ------------------ | ---- | ---- | ---- | ---- | ---- | ------ | --- |
| Донецька           | 66,0 | 76,0 | 4,5  | 2,0  | 6,8  | 1,0    | 1,3 |
| Луганська          | 66,3 | 73,5 | 5,1  | 1,7  | 8,5  | 2,4    | 1,3 |
| Харківська         | 58,3 | 49,6 | 16,4 | 8,1  | 8,3  | 4,6    | 2,6 |
| Південь            | 57,0 | 54,6 | 13,6 | 6,5  | 7,7  | 4,6    | 3,4 |
| Крим               | 55,8 | 61,0 | 6,9  | 8,2  | 7,6  | 3,9    | 1,9 |
| Запорізька         | 61,4 | 55,5 | 14,7 | 4,7  | 8,3  | 5,5    | 2,3 |
| Миколаївська       | 57,6 | 54,4 | 16,6 | 5,8  | 7,2  | 4,5    | 1,9 |
| Одеська            | 54,5 | 52,2 | 13,7 | 6,5  | 6,2  | 5,1    | 7,2 |
| Херсонська         | 55,5 | 43,2 | 23,1 | 9,1  | 9,1  | 3,7    | 2,5 |
| м.Севастополь      | 59,7 | 64,5 | 5,0  | 2,3  | 10,3 | 2,5    | 2,7 |
| Центральна Україна | 60,5 | 30,6 | 34,8 | 11,8 | 6,4  | 4,7    | 2,4 |
| Вінницька          | 64,5 | 12,6 | 50,0 | 18,6 | 5,0  | 3,1    | 2,5 |
| Дніпропетровська   | 58,9 | 48,7 | 20,8 | 6,2  | 7,6  | 5,0    | 1,3 |
| Кіровоградська     | 57,9 | 27,0 | 37,6 | 11,7 | 6,4  | 5,5    | 2,8 |
| Полтавська         | 61,9 | 24,8 | 37,9 | 14,5 | 6,5  | 4,9    | 3,0 |
| Черкаська          | 60,1 | 15,5 | 47,0 | 15,3 | 4,9  | 4,9    | 4,3 |
| Північ             | 62,5 | 16,7 | 45,5 | 16,1 | 4,9  | 5,7    | 2,1 |
| Житомирська        | 62,5 | 22,4 | 37,0 | 15,1 | 5,8  | 8,3    | 2,5 |
| Київська           | 61,9 | 13,0 | 53,4 | 15,1 | 3,0  | 5,1    | 2,2 |
| Сумська            | 62,0 | 15,7 | 44,5 | 20,8 | 5,8  | 3,3    | 2,0 |
| Чернігівська       | 61,8 | 20,7 | 41,9 | 14,9 | 6,7  | 4,2    | 2,9 |
| м.Київ             | 63,5 | 15,0 | 46,2 | 15,8 | 4,6  | 6,6    | 1,6 |
| Захід              | 68,4 | 8,3  | 48,9 | 29,1 | 1,8  | 3,2    | 1,6 |
| Волинська          | 71,0 | 6,7  | 57,6 | 20,0 | 2,7  | 4,6    | 1,9 |
| Закарпатська       | 52,1 | 19,8 | 28,9 | 31,1 | 1,8  | 6,0    | 3,5 |
| Івано-Франківська  | 72,6 | 3,0  | 50,7 | 36,8 | 0,8  | 1,0    | 0,8 |
| Львівська          | 73,9 | 4,2  | 50,4 | 36,0 | 1,0  | 1,1    | 0,6 |
| Рівненська         | 68,7 | 10,4 | 51,0 | 20,8 | 2,4  | 6,1    | 2,1 |
| Тернопільська      | 76,5 | 3,0  | 51,6 | 35,2 | 0,7  | 1,6    | 1,1 |
| Хмельницька        | 66,3 | 14,1 | 48,2 | 18,4 | 4,0  | 6,6    | 1,7 |
| Чернівецька        | 58,2 | 16,8 | 46,2 | 20,3 | 2,3  | 2,5    | 3,8 |
| ЗВО                | 6,0  | 26,5 | 33,1 | 25,5 | 1,6  | 2,3    | 1,2 |

2007

2006

### Результат вЗакордонному виборчому окрузі
Результат: